# 충헌공 김구 묘역
충헌공 김구 묘역(忠憲公金構墓域)은 서울특별시 유형문화재 제59호다. 충헌 김공 신도비는 조선 후기의 문신 충헌공 김구의 신도비이다. 비문에는 숙종 연간에 활약했던 그의 행적과 청렴하고 단정했던 그의 성품이 잘 기술되어 있으며, 말미에는 자손의 약력과 명문이 새겨져 있다.

## 신도비
신도비는 영조 19년 10월 건립되었는데, 화강암으로 만든 대좌 위에 대리석 질의 비신을 세우고, 그 위에 화강암으로 지붕 모양의 개석을 얹은 형태이다. 대석에는 아무런 꾸밈이 없으나 개석에는 서까래와 기왓골을 새기고 네 귀퉁이에 봉황을 새겼으며 용마루에 쌍룡을 새기는 등 조각 장식이 화려하여 조선 후기의 석비 가운데 우수한 예라고 하겠다. 신도비 북쪽의 묘소 주위에는 묘갈·망주석·석등·석양 등의 석물이 있는데, 모두 조각 솜씨가 뛰어나다.
비문은 영의정 이의현이 짓고 좌의정 서명균이 썼으며 우의정 유척기가 머리전서를 썼다. 서명균은 바로 김구의 둘째 사위로 비문 글씨에 뛰어났고, 유척기는 전서 글씨로 유명했다. 당시 김구의 둘째 아들 김재로가 1740년 이미 영의정에 올라있던 사실을 보면, 당시 삼상이 비문을 짓고 쓴 사연을 짐작하게 한다.
 본 문서에는 서울특별시에서 지식공유 프로젝트를 통해 퍼블릭 도메인으로 공개한 저작물을 기초로 작성된 내용이 포함되어 있습니다.